# American Idiot (canción)
«American Idiot» (en español: Idiota Estadounidense) es el primer sencillo del álbum homónimo de la banda estadounidense de punk rock, Green Day y la tercera canción más exitosa de la banda californiana. Fue lanzado en el año 2004, y luego entró a la lista de Billboard Hot 100, en el puesto número 61.

## Información de la canción
La canción fue escrita por los tres miembros de la banda y coproducida por Rob Cavallo y por Green Day. «American idiot» trata del gobierno de los Estados Unidos, a cargo de George W. Bush, con temas sobre propaganda, medios publicitarios y para expresar la frustración de los miembros ante la corrupción y un país poco democrático .[cita requerida]
Fueron lanzados dos sencillos por separado de esta canción. Uno contiene la canción «American idiot» y dos «lados B» con las canciones «Shoplifter» y «Governator». Ambas canciones fueron grabadas en 2003 y nunca hubo intención de lanzarlas junto con el álbum principal.[cita requerida]

## Video musical
El video musical de «American Idiot» fue dirigido por Samuel Bayer; transcurre en una fábrica abandonada donde los miembros de la banda tocan la canción y de fondo hay una bandera de los Estados Unidos pintada de verde y las franjas de la bandera durante el video se empiezan a desaparecer provocando que la banda y el suelo se llene de verde. Incluso en algunas escenas la banda está con la bandera de fondo -se utilizaron tres banderas para el video musical[cita requerida] y por unos altavoces brota un líquido verde que cubre a los miembros de Green Day. El video también incluye escenas memorables como la banda posando frente a la bandera, Tré Cool bailando en la oscuridad y también tocando la batería en una plataforma giratoria, Billie Joe Armstrong simulando una pistola que dispara contra su cara, o Mike Dirnt saltando en el aire y elevándose unos segundos en el video. El video tiene, al igual que «Holiday», dos versiones, una censurada y la otra sin censura y se sabe de una tercera, con leves cambios en la edición del video.[cita requerida]
Este video ocupa el puesto #100 de los 100 mejores videos de Much Music.

## Lista de canciones
| CD Promocional |                                  |          |  |
| N.º            | Título                           | Duración |  |
| 1.             | «American Idiot» (Radio Edit)    | 2:54     |  |
| 2.             | «American Idiot» (Álbum Versión) | 2:54     |  |

| Sencillo en CD #1; Vinilo de 7 pulgadas |                     |          |  |
| N.º                                     | Título              | Duración |  |
| 1.                                      | «American Idiot»    | 2:54     |  |
| 2.                                      | «Too Much Too Soon» | 3:30     |  |

| Sencillo en CD #2 |                  |          |  |
| N.º               | Título           | Duración |  |
| 1.                | «American Idiot» | 2:54     |  |
| 2.                | «Shoplifter»     | 1:50     |  |
| 3.                | «Governator»     | 2:31     |  |

| 7" Vinyl Box Set |                              |          |  |
| N.º              | Título                       | Duración |  |
| 1.               | «American Idiot»             | 2:54     |  |
| 2.               | «Boulevard of Broken Dreams» | 4:21     |  |
| 3.               | «She's a Rebel»              | 2:00     |  |
| 4.               | «Shoplifter»                 | 1:50     |  |

| CD Promocional Estados Unidos, Europa y Japón |                                  |          |  |
| N.º                                           | Título                           | Duración |  |
| 1.                                            | «American Idiot» (Álbum Versión) | 2:54     |  |

## Otras apariciones
La canción fue incluida en el tráiler de la película de 2005 Wedding Crashers. Una versión editada de la canción aparece en la banda sonora del videojuego de fútbol americano Madden NFL 2005.

## Versiones
- Versión original del disco "American Idiot"[10] que también aparece como lado B del sencillo "Oh Love"[11]
- La versión censurada que aparece en la versión "amended" del disco y en "Oh Love" EP.[12]
- Radio edit que aparece en algunas versiones promocionales del sencillo (ver arriba).
- Versión en vivo grabada el 19 de marzo de 2005 en Tokio, Japón e incluido dentro de un bonus disc en la edición especial japonesa de "American Idiot"[13] y en la edición Target de "21st Century Breakdown".[14] Esta versión es más larga que la original.
- Versión en vivo grabada el 21 de septiembre de 2004 en Irving Plaza, Nueva York e incluida como lado B de "Boulevard of Broken Dreams".[15] Esta versión es más larga que la de estudio.
- Versión en vivo grabada en junio de 2005 en Milton Keynes, Inglaterra durante el American Idiot World Tour e incluida dentro del CD/DVD Bullet in a Bible.[16] Versión más larga.
- Versión en vivo graba en Montreal durante el 21st Century Breakdown World Tour e incluida en el CD del disco Awesome as Fuck.[17] Esta versión presenta un solo más largo de lo normal.
- Versión del musical American Idiot interpretada por los miembros del cast y que aparece en el disco American Idiot: The Original Broadway Cast Recording.[18]
- Versión funeraria de la canción de Green Day aparece en Los Simpson: La película.

## Posicionamiento en listas
| Listas (2004)                         | Mejor posición |
| ------------------------------------- | -------------- |
| Australia (ARIA)                      | 7              |
| Austria (Ö3 Austria Top 40)           | 18             |
| Canada (Canadian Hot 100)             | 1              |
| Germany (Media Control)               | 28             |
| Ireland (IRMA)                        | 12             |
| Italia (FIMI)                         | 13             |
| Países Bajos (Mega Single Top 100)    | 37             |
| Nueva Zelanda (Recorded Music NZ)     | 7              |
| Suecia (Sverigetopplistan)            | 18             |
| Suiza (Schweizer Hitparade)           | 75             |
| UK Singles (Official Charts Company)  | 3              |
| U.S. Billboard Hot 100                | 61             |
| U.S. Billboard Modern Rock Tracks     | 1              |
| U.S. Billboard Mainstream Rock Tracks | 5              |